# F-Power
株式会社F-Power（エフパワー、F-Power Inc.）は、かつて特定規模電気事業者（新電力）を手掛けていた企業。

## 概要
2009年に株式会社ファーストエスコ（現：株式会社エフオン）から電気事業を分割して創設された。自社の発電所や契約発電所からの電力（大規模ガス火力発電やバイオマス発電等）と電力市場（JEPX）からの電力の双方を供給源とし、市場の変動や様々な環境変化の影響に対し金融工学の手法も駆使しつつリスク管理を徹底、安定的に電力を供給するビジネスモデルで成長。2018年4月に電力販売量で新電力1位となったが、2020年３月販売ランキングでは新電力10位まで後退している。2018年6月期決算で120億円の最終赤字、2019年6月期決算では185億円の最終赤字となり、2019年6月末時点で約80億円の債務超過となった。
2021年3月24日、東京地裁に会社更生法にもとづく会社更生手続開始を申請。同日、保全管理命令を受けた。負債総額は約243億円（2020年6月期決算時点）。同年3月30日に東京地裁から会社更生手続開始決定を受けた。
F-Powerの会社更生スポンサーには日本GLPが選定された。2021年10月15日に日本GLPとの間で電力小売事業を日本GLPへ譲渡する契約を締結した。F-Powerが手掛けていた電力小売事業は、2022年4月1日付で日本GLPの子会社であるFPSへ譲渡された他、公式サイトもFPSへ譲渡された。F-Powerは2023年2月に株式会社エフ管財へ商号変更された。エフ管財は会社更生手続を継続する。

## 沿革
- 1997年5月 ‐ 当社前身である株式会社ファーストエスコ設立。
- 2004年3月 - 特定規模電気事業者（PPS）として経済産業省に届出
- 2005年
  - 10月 - 株式会社フェスコパワーステーション群馬設立。
  - 12月 - 株式会社中袖クリーンパワー設立。
- 2006年
  - 1月 ‐ 関西地区での電力小売事業サービス開始。
  - 10月 - 関東地区での電力小売事業サービス開始。
- 2007年7月 - 株式会社新潟ニューエナジー設立
- 2008年4月 - 東北地区での電力小売事業サービス開始
- 2009年4月 - 会社分割（新設分割）により、ファーストエスコの電力ビジネス事業（関西地域を除く）を承継し、株式会社F-Power設立。
- 2010年3月 - 株式会社G-Power設立（CO2フリーの電力供給に特化）。
- 2011年4月 - 中部地区での電力小売事業サービス開始。
- 2012年7月 - 株式会社新中袖発電所設立。
- 2013年 3月 多摩川第一発電所、多摩川第三発電所、白丸発電所の電力供給の契約を落札[9]。
- 2015年10月 - 小売電気事業者登録を完了。北陸地区での電力小売事業サービス開始、沖縄県を除く全国展開を達成。
- 2016年3月 - 契約電力量300万kW達成
- 2017年8月 - 電力広域的運営推進機関より、不適切な需要計画及び調達計画を頻繁に提出したとして改善指導を受けた。但し、他にも70社超が同様の行為で注意を受けており、電力取引所の流動性の低さが背景にあるとの見方もある[10]     。
- 2021年
  - 3月24日 - 東京地方裁判所へ会社更生手続開始を申請[11]。
  - 3月30日 - 会社更生手続開始決定を受ける[1]
  - 10月 - 日本GLPとの間で、電力小売事業を同社へ譲渡する契約を締結。
  - 11月1日 - 新潟ニューエナジーNPS新潟発電所をIHI原動機へ譲渡[12]。
- 2022年4月 - 電力小売事業を日本GLPの子会社であるFPSへ譲渡すると同時に事業停止。F-Powerは会社更生手続継続。
- 2023年2月 - 商号を株式会社エフ管財へ変更。

## 関連会社
- 株式会社新中袖発電所
- 株式会社新潟ニューエナジー
- 株式会社G-Power